# Gaius Stertinius Xenophon
Gaius Stertinius Xenophon (* etwa 10 v. Chr. auf Kos; † nach 54 n. Chr.) war der Leibarzt des römischen Kaisers Claudius.
Xenophon stammte von der griechischen Insel Kos, die damals zur römischen Provinz Asia gehörte. Dort gab es ein berühmtes Heiligtum des Asklepios, wo er zum Arzt ausgebildet wurde, bevor er nach Rom ging. Er erhielt das römische Bürgerrecht und konnte mit seiner medizinischen Tätigkeit ein großes Vermögen von 30 Millionen Sesterzen (gemeinsam mit seinem Bruder) erwerben. Als Leibarzt des Claudius bekam er ein jährliches Honorar von 500.000 Sesterzen, von seinen früheren Privatpatienten angeblich noch weit mehr. Xenophon begleitete den Kaiser auf dessen Feldzug nach Britannien und erhielt militärische Auszeichnungen. Sein Wohnhaus in Rom lag, wie ein Wasserleitungsrohr mit seinem Namen zeigt, auf dem Hügel Caelius.
Als Agrippina, die Frau des Claudius, im Jahr 54 n. Chr. angeblich versuchte, ihren Mann zu vergiften, soll Xenophon (nachdem ein von der berühmten Giftmischerin Locusta geliefertes Gift versagt hatte) dabei geholfen haben, den Tod endgültig herbeizuführen. Er führte eine Pfauenfeder in den Rachen des Kaisers ein (angeblich, um ihn zum Erbrechen zu bringen), die mit einem schnell wirkenden Gift versehen war, wie zumindest der Historiker Tacitus einige Jahrzehnte später in seinen Annalen berichtete. Ob der Tod des Claudius wirklich ein Giftmord war, ist in der Forschung allerdings umstritten. 
Nach dem Tod des Claudius kehrte Xenophon nach Kos zurück, wo er aus seinem Vermögen dem Heiligtum des Asklepios reiche Zuwendungen machte. Er wurde deswegen mit Statuen und Münzbildern hoch geehrt.